# بند گبری
بند گبری مربوط به دوره ساسانیان است و در شهرستان شوشتر، بخش مرکزی، روستای پیر گاری واقع شده و این اثر در تاریخ ۱ مرداد ۱۳۸۶ با شمارهٔ ثبت ۱۹۳۲۳ به‌عنوان یکی از آثار ملی ایران به ثبت رسیده است.